# Прача (река)
Вижте пояснителната страница за други значения на Прача.
Прача (на босняшки Prača) е река в източна Босна и Херцеговина. Ляв приток на Дрина, извира от северните склонове на планината Яхорина на 1540 м надморска височина. Дължината ѝ е 61 км. Неин приток е река Ракитница, която протича през Рогатица. Река Прача се влива в Дрина при град Устипрача.